# Huddinge villastad

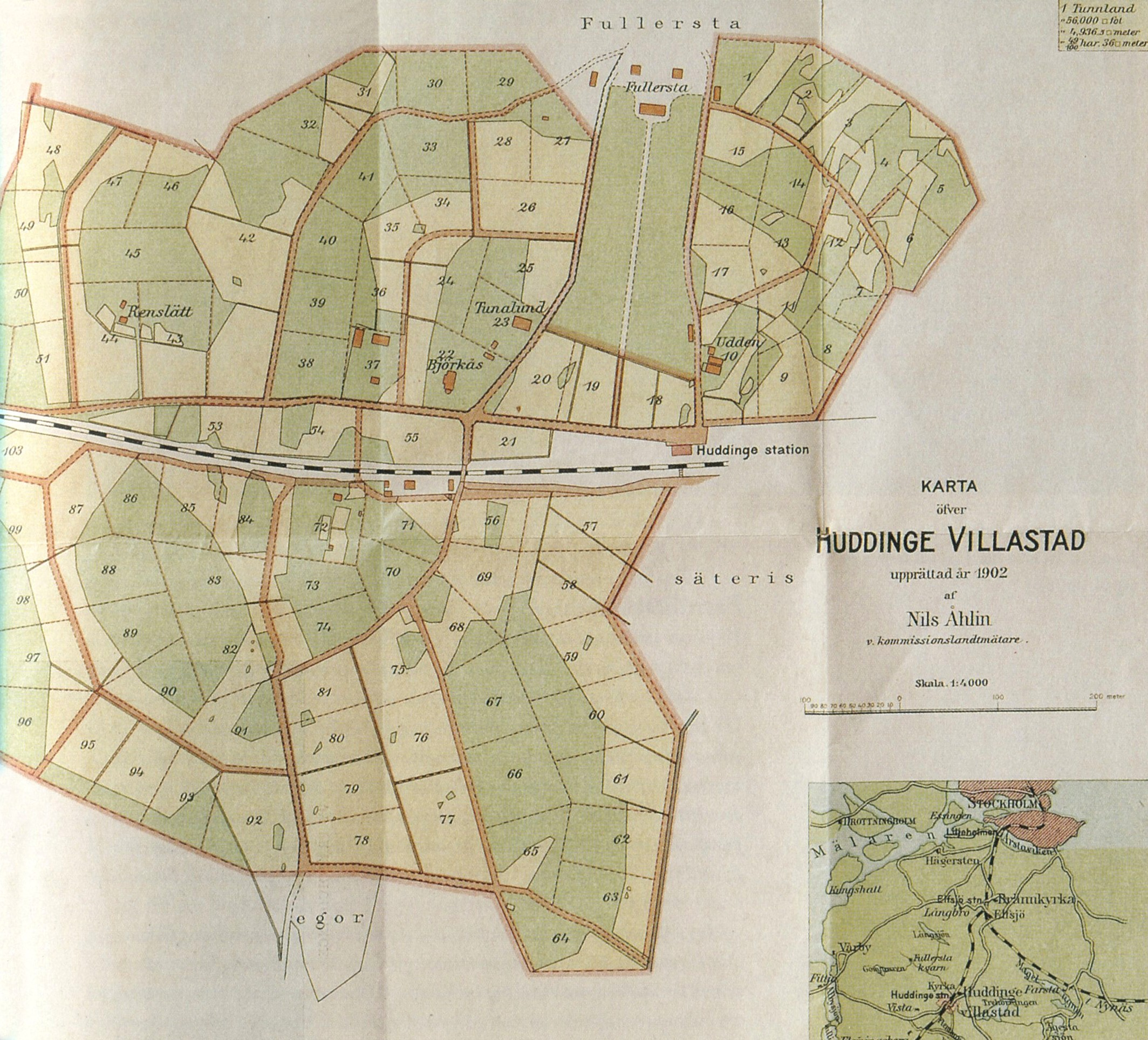
Karta över Huddinge Villastad, 1902.
Observera att kartan är inte norrorienterad.

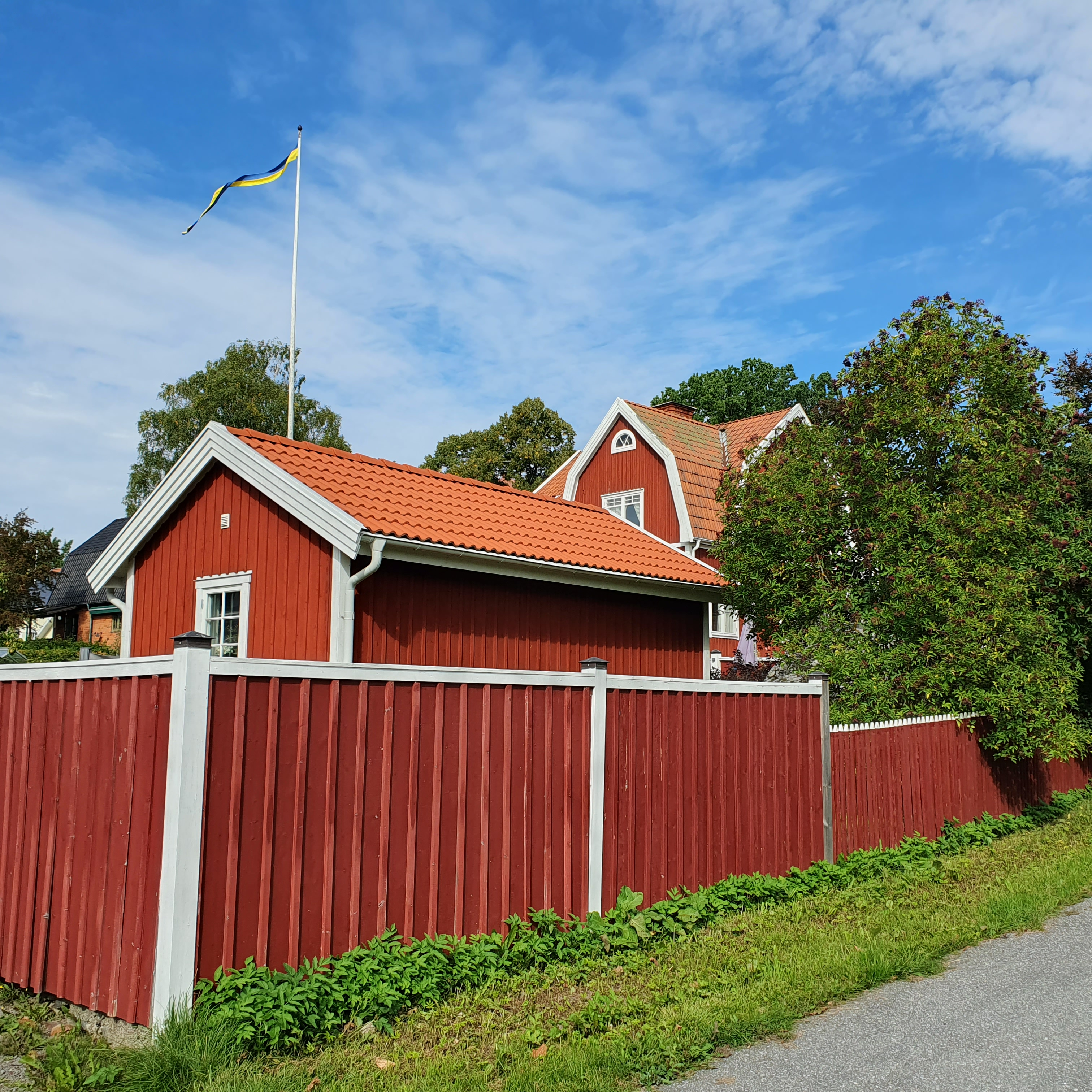
Ett fåtal sekelskifteshus finns kvar i området runt Dalhemsvägen.

Huddinge villastad var ett nybyggnadsprojekt för en villastad i Fullersta i nuvarande Huddinge kommun. Projektet skapades 1902 av dåvarande ägare till Fullersta gård. Av den äldre villabebyggelsen finns idag bara några enstaka hus bevarade. Mitt på området för den tilltänkta villastaden står idag Huddinge centrum.
Kring sekelskiftet 1900 blev det all mer lönsamt för ägare  av välbelägen mark kring Stockholm att sälja den till byggtomter än att fortsätta med jordbruket. När de första tomterna såldes var gårdarna ännu i bruk och ägarna var enskilda personer. Senare köptes de av tomtbolag som styckade stora arealer. Intill Huddinge järnvägsstation planerades 1902 på det sättet Huddinge villastad.
Huddinge villastad var belägen på östra och västra sidan om Västra stambanan och på mark som ingick i Fullersta gårds landområden. Det var närheten till Huddinges järnvägsstation (numera Huddinge station) som skulle locka köparna. Initiativtagare var dåvarande ägare till Fullersta gård, Carl-Erik Lindell. Han var den siste ägaren som utnyttjade gården som jordbruk. Han lade ner jordbruket och började 1902 sälja "Vackra tomter för villor och egna hem". I prospektet över lediga tomter underströks särskild att resan från Stockholms central bara tog en halv timme.
I den delen som idag kallas Fullersta skedde några snabba ägarbyten innan AB Upplandshem tog över försäljningen. En stadsplan enligt Huddinge villastads försäljningsprospekt blev aldrig genomförd däremot upprättades 1918  en stadsplan för området av arkitekt Arvid Stille. Planen fastställdes den 4 juli 1919 omfattade en areal av 52 hektar med 208 tomter. Inte heller hans stadsplan blev helt förverkligad, exempelvis anlades inte den lilla konstgjorda Fullerstasjön som Stille hade tänkt sig som uppsamlingsdamm vid översvämningar.
Området i närheten av järnvägsstationen som omfattade Huddinge villastad bebyggdes så småningom med villor och industrier. Först 1936 blev tomtindelningen fastställd för kvarteren närmast järnvägen. Här, vid Fullerstavägen 1, uppfördes 1947 Huddinges första hyreshus i tre våningar och med butiker i bottenplan (numera riven). Även ett litet handelscentrum började uppstå med en del enkla byggnader. Dessa revs när Huddinge Centrum med sin höghusbebyggelse anlades på 1950-talet.